# Eugenia trunciflora
Eugenia trunciflora là một loài thực vật có hoa trong Họ Đào kim nương. Loài này được (Schltdl. & Cham.) G.Don mô tả khoa học đầu tiên năm 1832.